# Short Seaford
Short S.45 Seaford là một loại tàu bay trong thập niên 1940, được thiết kế làm máy bay ném bom tuần tra biển tầm xa cho Bộ chỉ huy Bờ biển RAF. Nó được phát triển từ loại Short S.25 Sunderland, quân đội đặt hàng với tên gọi "Sunderland Mark IV".

## Quốc gia sử dụng
Anh Quốc
- British Overseas Airways Corporation
- Không quân Hoàng gia

## Tính năng kỹ chiến thuật (S.45 Seaford)
Dữ liệu lấy từ Green 1968, p. 107
Đặc điểm tổng quát
- Kíp lái: 8 — 11
- Chiều dài: 88 ft 6¾ in (27 m)
- Sải cánh: 112 ft 9½ in (34,38 m)
- Chiều cao: 37 ft 3 in (11,35 m²)
- Diện tích cánh: 1.687 sq ft (156,7 m²)
- Trọng lượng rỗng: 45.000 lb (20.412 kg)
- Trọng lượng có tải: 75.000 lb (34.020 kg)
- Động cơ: 4 × Bristol Hercules XIX, 1.720 hp (1.283 kW)  mỗi chiếc

 Hiệu suất bay 
- Vận tốc cực đại: 242 mph (210 knot, 389 km/h) trên độ cao 500 ft (150 m)
- Vận tốc hành trình: 155 mph (138 knot, 249 km/h)
- Tầm bay: 3.100 mi[2][3] (2.696 hải lý, 4.988 km)
- Trần bay: 14.000 ft (4.267 m)
- Vận tốc lên cao: 880 ft/phút (4,5 m/s)

Trang bị vũ khí

- Súng: 6 × Súng máy Browning .50 in, 2 x pháo 20 mm Hispano-Suiza HS.404 và 2 × Súng máy Browning .303 in
- Bom: 4.960 lb (2.250 kg) bom hoặc bom chống tàu ngầm

## Bibliography
- Barnes, C.H. Shorts Aircraft since 1900. Putnam, 1967, 1989 ISBN 0-85177-819-4
- Green, William. War Planes of the Second World War: Volume Five Flying Boats. Macdonald, 1968. ISBN 0-356-01449-5.
- London, Peter. British Flying Boats. Sutton Publishing, 2003. ISBN 0-7509-2695-3.
- Ogden, Bob (2007). Aviation Museums and Collections of North America. Air-Britain. ISBN 0-85130-385-4